# 손정
손정(孫靜, ? ~ ?)은 중국 후한 말기의 군인으로, 자는 유대(幼臺)이며, 오군 부춘현(富春縣) 사람이다. 파로장군(破虜將軍) 손견의 동생이다.

## 행적
손견(孫堅)의 아우로, 손견이 처음 거사하였을 때, 동향 사람들과 종실들을 오륙백 명가량 모아 뒤를 견고히 지켰으며, 사람들의 의지가 되었다.
손책(孫策)이 유요(劉繇)를 깨부수고 여러 현을 평정하여 회계로 진격하였을 때, 사람을 보내어 손정을 청했고, 손정은 가속들을 데리고 전당에서 손책과 만났다. 당시 회계태수 왕랑(王朗)이 손책에게 고릉에서 저항하고 있었는데, 손책은 여러 번 물을 건너 싸웠으나 이기지 못했다. 손정은 손책에게 남쪽으로 수십 리 떨어진 사독이 길의 요충이므로 이곳을 쳐 방비가 없는 곳으로 나아가기를 권했다. 손책은 이에 따라 왕랑 군을 속이고 밤중에 사독 길로 나아가 고천둔을 습격했다. 왕랑은 옛 단양태수 주흔(周昕) 등을 거느리고 나아가 싸웠으나, 손책은 주흔 등을 무찔러 베고 마침내 회계를 평정했다. 손책은 표를 올려 손정을 분무교위로 삼았고, 중임을 주려 했으나, 손정은 분묘와 종실을 사모하여 출사하기를 즐기지 않고 머물러 지키기를 구하여 손책이 이를 따랐다.
손권(孫權)이 소의중랑장으로 삼았으나, 관직에서 은퇴하고 죽었다.

## 《삼국지연의》의 묘사
제7회에 처음 등장하며, "원한 때문에 병사를 일으키는 것은 좋지 않다"며 유표(劉表)를 공격하려는 손견을 만류했으나, 손견은 듣지 않았다.
제15회에서 대 왕랑전에서 손책에게 조언하는 것은 사서에서와 유사하다.

## 손정의 친족관계
※손강 · 손견의 계보는 각 항목을 참조할 것.

### 관련 인물
손교　손유　손준　손침　손환 손고 (정무중랑장)

## 같이 보기
- 삼국지 인물 목록